# Ingeblikte jacht

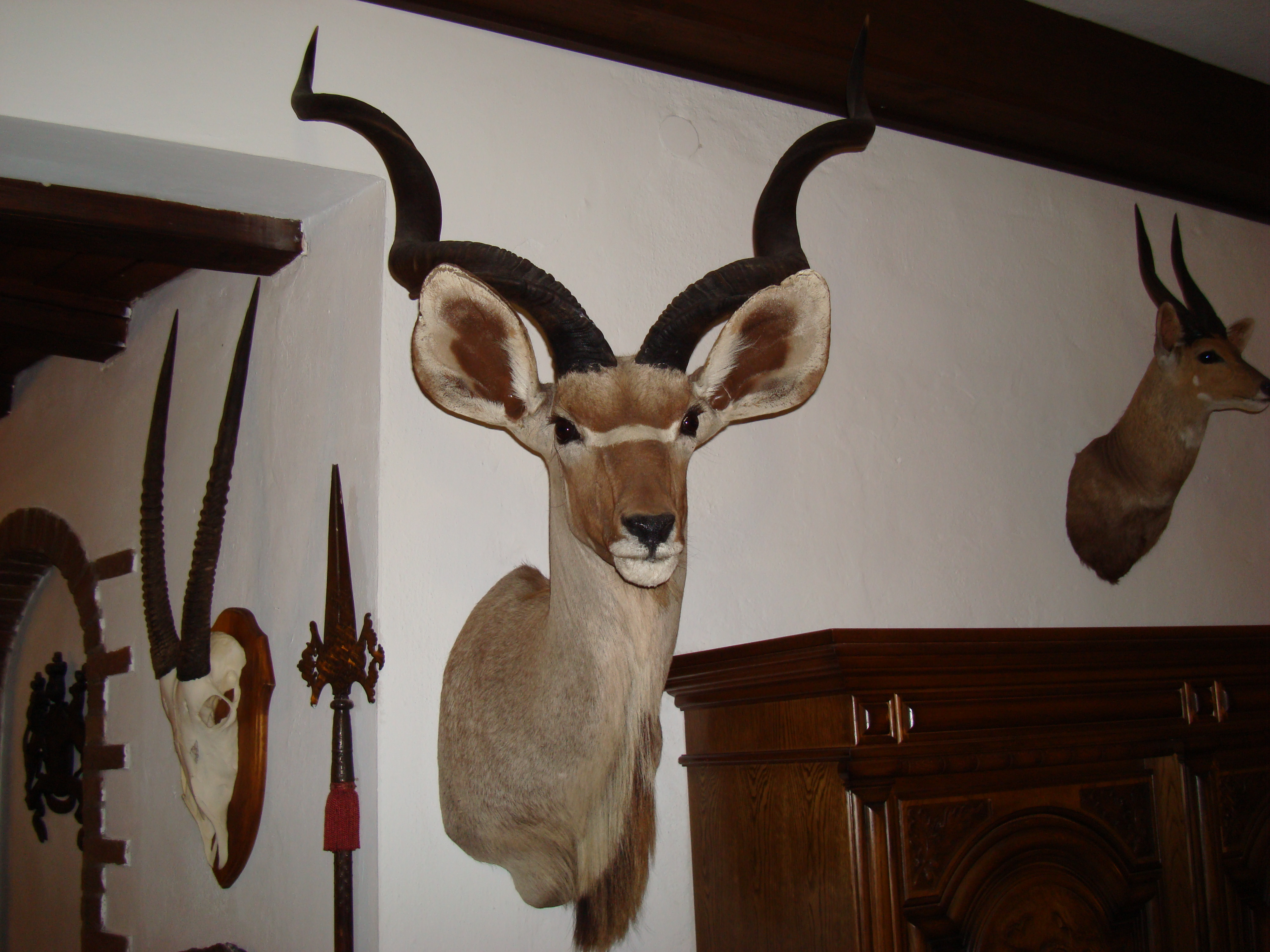
jachttrofee

Een ingeblikte jacht (Engels: canned hunt) is de jacht op ingesloten dieren of tamme dieren die speciaal voor dit doel gefokt worden. 
De jacht gebeurt ofwel door dieren in een kooi of afgesloten ruimte te houden, ofwel op dieren die mensen gewoon zijn en dus niet dezelfde vecht-of-vluchtreactie vertonen als wilde dieren. Toeristen kunnen tegen betaling op de dieren ´jagen´ wat er feitelijk op neerkomt dat de dieren weerloos zijn en van dichtbij worden doodgeschoten. Het gaat hen om de kick en om de jachttrofee. 
Het hoofd wordt vaak, al dan niet tegen extra betaling, aan de toerist meegegeven als trofee. De botten worden verkocht en vinden meestal hun weg naar de traditionele Aziatische geneeskundige praktijken waar tijgerbotten vaak worden verwerkt in poeders, pillen en drankjes. Omdat de botten van grote katachtigen erg op elkaar lijken kunnen ook leeuwen-, luipaard-, cheetah- of jaguarbotten als tijgerbotten worden verkocht.

## Voorbeelden
- Gekweekte fazanten worden in de bossen losgelaten in het jachtseizoen. De verdwaasde vogels blijven op de weg staan als voertuigen langsrijden.
- In de Verenigde Staten is de ingeblikte jacht in 20 staten verboden. Dick Cheney heeft meegedaan aan een ingeblikte fazantenjacht waarbij hij 70 van de 500 fazanten doodschoot.[1] Cheney zou twee jaar later opnieuw negatief in het nieuws komen in verband met een jacht, toen hij per ongeluk op 11 februari 2006 een andere jager neerschoot.
- In 2006 werd, eveneens in de Verenigde Staten, een man veroordeeld die een tamme beer kocht en het dier vervolgens doodschoot en opzette.
- Een variant op de ingeblikte jacht is de internetjacht, waarbij men met behulp van een webcam en een op afstand bestuurbaar vuurwapen van achter de eigen computer op dieren in een omheining kon schieten.[2]
- In Zuid-Afrika is de ingeblikte jacht big business, en worden de speciaal gefokte leeuwenwelpen gebruikt. In mindere mate worden ook luipaarden, cheetahs en servals hiervoor gebruikt. Er zijn zelfs gevallen waarin niet-inheemse roofdieren zoals jaguars en tijgers worden gefokt voor de ingeblikte jacht. Anno 2020 zijn er hierdoor naar schatting in Zuid-Afrika 8000 leeuwen in gevangenschap, tegenover 1000 leeuwen in het wild.
- In Thailand worden tijgers voor de knuffelfarms en ingeblikte jacht gebruikt.